# Issah Ahmed
Issah Gabriel Ahmed (Dawu, 24 maggio 1982) è un ex calciatore ghanese, di ruolo difensore.

## Carriera

### Club
Ha totalizzato complessivamente 93 presenze e 5 reti nella prima divisione danese (oltre a 4 presenze in seconda divisione) con il Randers, trascorrendo invece tutto il resto della carriera in vari club della prima divisione ghanese.

### Nazionale
Con la nazionale Nazionale ghanese ha preso parte ai Mondiali 2006.